# Bruchidius crassicornis
Bruchidius crassicornis is een keversoort uit de familie bladkevers (Chrysomelidae). De wetenschappelijke naam van de soort werd in 1957 gepubliceerd door Lukjanovitsch & Ter-Minassian.